# Evanescence
Evanescence (транскр.  Еванесенс, IPA:  или ) амерички је рок бенд који су 1995. у главном граду Арканзаса основали певачица и пијаниста Ејми Ли и гитариста Бен Муди.
Након два E.P. мини-албума и демо диска Origin бенд је 2000. објавио први студијски албум под називом Fallen у сарадњи са издавачком кућом Wind-up Records. Продато је више од 15 милиона копија широм света а албум је групи донео две Греми награде. Годину дана касније, група је издала албум који садржи снимак концерта под називом Anywhere but Home продат у милион примерака, а 2006. други студијски албум The Open Door од којег је до сада продато око 5 милиона копија.
У међувремену је дошло до промене састава бенда. Један од оснивача, Бен Муди је 2003. напустио бенд, као и басист Вил Бојд (енгл. Will Boyd) 2006.
Нако паузе од скоро 5 година октобра 2011. бенд је објавио нови албум Evanescence. Бенд се тренутно налази на турнеји.
Evanescence се налазе на 71. месту листе најбољих уметника декаде 2001—2010. по избору магазина Билборд.

### Историја бенда

#### Оснивање бенда и музички почеци: 1995—2001
Групу су основали певачица, пијаниста и текстописац Ејми Ли и бивши гитариста групе Бен Муди. Њих двоје се се упознали 1994. у кампу за младе у Литл Року када је Бен чуо Ејми како на клавиру свира I'd Do Anything for Love (But I Won't Do That). Почели су заједно да пишу песме које су се у почетку могле чути на радију, а касније и на њиховим живим наступима. Убрзо су постали веома популарни на тим просторима.
Након краткког експериментисања са називима Childish Intentions (срп. Дечје намере) и Stricken (срп. Погођен), одлучили су да бенду дају назив Evanescence што значи „нестајати“, „полако бледети“. Ејми Ли се име допало јер „звучи мистериозно и мрачно и ствара слику у слушаочевој глави“.
Први демо албум Origin објављен 2000. релативно је непознат. Бенд је такође издао и два мини-албума (енгл. Extended Play). Први, Evanescence EP из 1998. чијих је стотинак копија служило као промотивни материјал у раним годинама бенда. Други, Sound Asleep EP из 1999. познат и као Whisper EP, био је ограничен на 50 примерака. Ови албуми садрже демо верзије неких песама са деби албума Fallen.

#### Fallen и Anywhere but Home: 2002—2005
Почетком 2003. групи се придружило неколико чланова. У међувремену, група је потписала уговор са издавачком групом Wind-up Records и почела са радом на првом студијском албуму Fallen. Промоцију албума урадили су у сарадњи са Нинтендом, компанијом која се бави продајом видео-игара. Они су били промотери њихове турнеје 2003.
Fallen је провео 43 недеље у врху Билборд листе најпродаванијих албума. Продато преко 15 милиона примерака широм света, од тога чак 7 милиона у САД, где је албум достигао седмоструки платинасти тираж. На Билборд Топ 200 албум се задржао 104 недеље, а један је од осам албума икада који су успели да се задрже барем годину дана у првих 50.
Први сингл са албума Fallen, Bring Me to Life, на ком гостује Пол Макој (енг. Paul McCoy из групе 21 Stones био је светски хит, који се нашао на 5. месту Америчке Билборд хот 100 листе, као и на првом месту у Уједињеном Краљевству. Сингл је 2004. освојио две Греми награде и то за „Најбоље хард рок извођење“ и „Најбољег новог извођача“, а био је номинован у још две категорије. Уследио је Going Under, популарна рок балада My Immortal и Everybody's Fool. Песме Bring Me to Life и My Immortal коришћене су у акционом филму Дердевил.
У октобру 2003, током европске турнеје албума Fallen, Бен Муди је напустио бенд због „креативних несугласица“. У интервјуу неколико месеци касније Ејми је рекла да да се ништа није променило, вероватно не би били у стању да објаве други албум. Већину људи је то збуњивало јер су њих двоје од почетка бенда заједно водили бенд као најбољи пријатељи. Касније је Ејми чак додала да је његов одлазак представљао олакшање с обзиром на тензију која је постојала док је он био у бенду. Мудија је заменио Тери Балсамо (енг. Terry Balsamo) из састава Cold.
Године 2004. група је објавила компилацију Anywhere but Home на којој се налази снимак концерта у Паризу као и слике из бекстејџа. На диску се налазе и претходно необјављене песме Missing, која је као интернационални сингл достигла прво место у Шпанији, Breathe No More коришћена у филму Електра, Farther Away и Thoughtless.

#### The Open Door: 2005—2007
Јула 2006. Вил Бојд (енг. Will Boyd) је напустио бенд а на његово место је дошао Тим Макорд (енг. Tim McCord). Рад на албуму је споро напредовао, што због споредних пројеката чланова бенда, што због великог притиска на леђима Ејми Ли да албум барем понови успех претходника. Иако је албум требало да буде завршен до марта 2006, издавање је одложила издавачка кућа како би се направило неколико промена на првом синглу Call Me When You're Sober који се појавио тек августа 2006. Само у првој недељи албум је у САД продат у више од 400.000 примерака достижући прво место Билборд Топ 200 листе. Музички спот за песму Call Me When You're Sober базиран је на бајци о Црвенкапи, а снимљено је још три спота и то за песме Lithium, Sweet Sacrifice и Good Enough.
Током 2006. бенд је одржао турнеју по градовима широм Канаде, Сједињених Америчких Држава и Европе. Маја 2007. Џон Лекомп (енг. John LeCompt) и бубњар Роки Греј (енг. Rocky Gray) напустили су бенд.

#### Evanescence: 2011—данас
Октобра 2011. појавио се нови албум, који носи име као и сам бенд. Ејми је изјавила да је повод због таквог имена њена љубав према бенду.. Са албума су се издвојили као синглови What You Want
и My Heart Is Broken. Албум је генерално добро прошао код критике

### Остали пројекти
Ејми Ли је изјавила да је написала песму за филм Летописи Нарније: Лав, вештица, орман из 2005. али да су је продуценти филма одбили због наводно исувише „мрачне“ музике. Још једна песма која је требало да се појави у истоименом филму била је Lacrymosa, коју је Ејми написала инспирисана Моцартовим радом. Продуценти филма су међутим одбили да потврде било какву намеру о укључивање песама на диск са музиком из филма.

### Стил
Критичари су подељени у тврдњама о томе да ли је Evanescence рок или метал бенд, али се сви слажу да су они један од најпопуларнијих готик рок бендова данашњице. Веома често их упоређују са осталим комерцијалним бендовима попут рок састава Линкин Парк или симфонијским метал бендовима Најтвиш или Видин Темптејшн. За разлику од критичара, Ејми своју музику види као рок са мешаним утицајима метал, класичне музике и електронике.

### Чланови бенда
Садашњи
- Ејми Ли — главни вокал, клавир (1995—данас)
- Трој Меклавхорн — гитара (2007—данас)
- Тим Макорд — бас (2006—данас)
- Џен Маџура — гитара, пратећи вокал (2015-данас)
- Вил Хант — бубњеви(2006-данас)

Бивши
- Бен Муди — гитара (1995—2003)
- Дејвид Хоџиз — тастатура, клавир, бубњеви, пратећи вокал (1999—2002)
- Роки Греј — бубњеви (2002—2006)
- Џон Лекомп — гитара, пратећи вокал (2002—2007)
- Вил Бојд — бас (2003—2006)
- Тери Балсамо — гитара (2003—2012)

Музичари на концертима
- Франческо Дикозмо — бас (добротворни концерти, 2003)
- Дејвид Егар — виолончело (добротворни концерти/уживо наступи, 2006)
- Џош Фриз — бубњеви (добротворни концерти, 2003)
- Стефани Пирс — пратећи вокал (уживо наступи, 1999)

### Дискографија
- Fallen (2003)
- The Open Door (2006)
- Evanescence (2011)
- Synthesis (2017)
- The Bitter Truth (2021)

### Награде и номинације
Греми награде
| Година | Номиновано дело    | Категорија                           | Биланс     |
| ------ | ------------------ | ------------------------------------ | ---------- |
| 2004   | Evanescence        | Најбољи нови извођач                 | освојили   |
| 2004   | „Bring Me To Life“ | Најбоље хард рок извођење            | освојили   |
| 2004   | Fallen             | Албум године                         | освојили   |
| 2004   | Fallen             | Најбољи рок албум                    | номиновани |
| 2004   | „Bring Me To Life“ | Најбоља рок песма                    | номиновани |
| 2005   | „My Immortal“      | Најбоље поп извођење дуета или групе | номиновани |
| 2008   | „Sweet Sacrifice“  | Најбоље хард рок извођење            | номиновани |

МТВ ЕМА награде
| Година | Номиновано дело    | Категорија                 | Биланс     |
| ------ | ------------------ | -------------------------- | ---------- |
| 2003   | „Bring Me To Life“ | Најбоља песма              | номиновани |
| 2003   | Evanescence        | Најбоља група              | номиновани |
| 2003   | Evanescence        | Најбољи нови извођач       | номиновани |
| 2006   | Evanescence        | Најбољи рок извођач        | номиновани |
| 2007   | Evanescence        | Алтернативни извођач/група | номиновани |